# Kern (algebra)
De kern of nulruimte van een lineaire afbeelding is het deel van het domein dat op de nulvector wordt afgebeeld. Zoals de naam nulruimte al suggereert, is die kern zelf een lineaire deelruimte van het domein.
In de lineaire algebra beeldt een lineaire afbeelding een ruimte met een zekere dimensie {\displaystyle n} af in een andere ruimte. Daarbij hoeft de dimensie van het beeld niet gelijk te zijn aan de dimensie van het domein, maar kan kleiner zijn, er zijn als het ware dimensies verdwenen. De oorzaak daarvan is dat een deel van het domein op de nulvector wordt afgebeeld. Dat deel is een lineaire deelruimte van het domein en wordt de kern  of nulruimte van de lineaire afbeelding genoemd.

## Definitie
De kern of nulruimte van een lineaire afbeelding {\displaystyle f:V\to W} is de verzameling van alle vectoren uit {\displaystyle V,} die onder {\displaystyle f} op de nulvector van {\displaystyle W} worden afgebeeld:
{\displaystyle N(f)=\{x\in V|f(x)=0\}}
De kern is een lineaire deelruimte van {\displaystyle V}.
De kern is voor matrices op dezelfde manier gedefinieerd. Het is de kern van de als lineaire afbeelding opgevatte matrix, dus is de kern van een matrix {\displaystyle \mathbf {A} } de verzameling van vectoren {\displaystyle \mathbf {v} } waarvoor geldt dat {\displaystyle \mathbf {Av} =\mathbf {0} }:
{\displaystyle N(\mathbf {A} )=\{\mathbf {v} \in \mathrm {dom} (\mathbf {A} )|\mathbf {Av} =\mathbf {0} \}}
De nulruimte van een lineaire afbeelding of matrix wordt in sommige werken ook met {\displaystyle \mathrm {ker} (\mathbf {A} )} aangeduid. ker daarin is de Engelse afkorting van kernel.

## Voorbeelden
- De loodrechte projectie van de 'gewone' driedimensionale euclidische ruimte {\displaystyle \mathbb {R} ^{3}} op het {\displaystyle xy}-vlak is een lineaire afbeelding. Het domein is de hele ruimte {\displaystyle \mathbb {R} ^{3}}, maar het beeld is alleen het {\displaystyle xy}-vlak, dus tweedimensionaal. De kern van deze afbeelding is de {\displaystyle z}-as, die in op de oorsprong, op de nulvector van {\displaystyle \mathbb {R} ^{3}} wordt afgebeeld.

- De dimensie van de kern van een lineaire afbeelding of matrix wordt de nulliteit van die lineaire afbeelding of matrix genoemd. Dit begrip is als volgt te duiden: een matrix die uit alleen maar nullen bestaat, heeft meer nulliteit dan een matrix waarvan de determinant nul is, maar waarvan alle minoren verschillend van nul zijn.

- De som van de dimensie van de kern en van het bereik van een lineaire afbeelding van een vectorruimte op zichzelf, dus ook van een vierkante matrix is volgens de dimensiestelling gelijk aan de dimensie van die vectorruimte.

- Kern wordt in de operatorentheorie anders gedefinieerd.